# ホレス・シルヴァー&ザ・ジャズ・メッセンジャーズ
| 専門評論家によるレビュー            | 専門評論家によるレビュー |
| レビュー・スコア                    | レビュー・スコア         |
| 出典                                | 評価                     |
| ----------------------------------- | ------------------------ |
| Allmusic                            | [ 1 ]                    |
| The Rolling Stone Jazz Record Guide | [ 2 ]                    |

『ホレス・シルヴァー&ザ・ジャズ・メッセンジャーズ』(Horace Silver and the Jazz Messengers) は、ジャズ・ピアニストであるホレス・シルヴァーが、ドラマーのアート・ブレイキーとザ・ジャズ・メッセンジャーズとともに作った1956年のスタジオ・アルバム。ハード・バップのスタイルの確立に重要な役割を果たしたアルバムであり、ブレイキーが後にその生涯を通して使用したザ・ジャズ・メッセンジャーズというバンド名を冠した最初のスタジオ・アルバムである。オールミュージック (Allmusic) のレビューでスコット・ヤナウは、この作品を「真の古典 (a true classic)」と評した。このアルバムのオリジナル盤はLPでリリースされたが、後には、何回もCDでリイシューされている。

## 背景
『ホレス・シルヴァー&ザ・ジャズ・メッセンジャーズ』は、シルヴァーの名義でブルーノート・レコードからリリースされた最初の12インチ盤アルバムであった。このアルバムの中身は、いち早くリリースされていた2枚の10インチ盤LP『ホレス・シルヴァー・クインテット (Horace Silver Quintet)』(BLP 5058) と『ホレス・シルヴァー・クインテット Vol.2 (Horace Silver Quintet, Vol. 2)』(BLP 5062) のリイシューであり、シルヴァーが、その後のキャリアを通して多用したクインテット編成を最初に試みたセッションを記録したものであった。このアルバムに収録された音楽は、ビバップに、ブルースやゴスペルの要素を盛り込んだものである。
このアルバムに収録された曲で最も成功したものの一つとなった「ザ・プリーチャー (The Preacher)」は、プロデューサーのアルフレッド・ライオンが「古風に過ぎる (too old-timey)」として没にしかけたところで、ブレイキーとシルヴァーが、もしこの曲を没にするなら、代わりに収録する新曲を書き下ろさない限り、セッションをキャンセルする、とライオンを脅し、復活させたものであった。シルヴァーによると、このトラックは、バンドが「遥か昔まで遡り、ガットバケット風の、酒場での演奏のような感じを、バックビートの味付けで (reach way back and get that old time, gutbucket barroom feeling with just a taste of the back-beat)」演奏できることを示したものだという。

## トラックリスト
| #  | タイトル                                                                | 作詞・作曲 | 時間 |
| -- | ----------------------------------------------------------------------- | ---------- | ---- |
| 1. | 「ルーム608 / Room 608」(*)                                             |            | 5:22 |
| 2. | 「クリーピン・イン / Creepin' In」(*)                                   |            | 7:26 |
| 3. | 「ストップ・タイム / Stop Time」(*)                                     |            | 4:07 |
| 4. | 「トゥ・フーム・イット・メイ・コンサーン / To Whom It May Concern」(**) |            | 5:11 |

| #  | タイトル                                | 作詞・作曲       | 時間 |
| -- | --------------------------------------- | ---------------- | ---- |
| 5. | 「ヒッピー / Hippy」(**)                |                  | 5:23 |
| 6. | 「ザ・プリーチャー / The Preacher」(**) |                  | 4:18 |
| 7. | 「ハンカリン / Hankerin'」(**)          | ハンク・モブレー | 5:18 |
| 8. | 「ドゥードリン / Doodlin'」(*)          |                  | 6:45 |

(*) 初出は、10" LP『ホレス・シルヴァー・クインテット (Horace Silver Quintet)』(BLP 5058)
(**) 初出は、10" LP『ホレス・シルヴァー・クインテット Vol.2 (Horace Silver Quintet, Vol. 2)』(BLP 5062)

## パーソネル

### 演奏者
- ホレス・シルヴァー - ピアノ
- ケニー・ドーハム - トランペット
- ハンク・モブレー - テナー・サクソフォーン
- ダグ・ワトキンス（英語版） - ベース
- アート・ブレイキー - ドラムス

### 制作
- アルフレッド・ライオン - プロデューサー
- リード・マイルス - デザイン
- ルディ・ヴァン・ゲルダー - エンジニアリング
- フランシス・ウルフ - 写真